# Lilyalla
Ne doit pas être confondu avec Lilyala.
Lilyalla, parfois orthographié Lilyala, est une localité située dans le département de Boulsa de la province du Namentenga dans la région Centre-Nord au Burkina Faso. 

## Géographie
Lilyalla est situé à 6 km au sud du centre de Boulsa, le chef-lieu du département et de la province. Le village est traversé par la route régionale 1 reliant Boulsa à Zorgho.

## Éducation et santé
Le centre de soins le plus proche de Lilyalla est le centre de médical avec antenne chirurgicale (CMA) de la province à Boulsa.
Le village possède une école primaire publique.